# Warner Communications
Warner Communications war ein US-amerikanischer Unterhaltungskonzern, der von 1972 bis 1990 bestand. Warner Communications war unter anderem Eigentümer von Warner Bros. und Warner Music Group.

## Geschichte
1971 verkaufte Kinney National Company alle seine nicht unterhaltungsbezogenen Geschäftsbereiche und benannte sich im folgenden Jahr in Warner Communications um. Steven Ross blieb Geschäftsführer. 1989 kam es zum Zusammenschluss mit Time Inc. zu Time Warner.

## Tochterunternehmen
- Warner Bros.
  - DC Comics
  - Warner-Amex Satellite Entertainment (Joint Venture mit American Express)
    - MTV
    - Nickelodeon
- WEA International Inc.
  - Atlantic Records
  - Reprise Records
  - Elektra Records
- Warner Books (heute Teil der Hachette Book Group)
- New York Cosmos
- Atari